# Nir Davidovich
Nir Davidovich (Hebraico: ניר דוידוביץ, Haifa, 17 de dezembro de 1976) é um ex-futebolista israelense, jogava como goleiro atuando toda sua carreira no Maccabi Haifa. Atualmente é treinador de goleiros da Seleção Israelense Sub-21. Foi convocado pela Seleção Israelense de Futebol 51 vezes entre 1998 e 2010.

## Títulos
- Campeonato Israelense de Futebol : (7)

2000–01, 2001–02, 2003–04, 2004–05, 2005–06, 2006–07, 2008–09, 2010–11
- Copa do Estado de Israel : (2)

1995 e 1998
- Toto Cup: (3)

2002-03, 2005–06, 2007–08